# Lancisporomyces vernalis
Lancisporomyces vernalis är en svampart som beskrevs av Santam. 1997. Lancisporomyces vernalis ingår i släktet Lancisporomyces och familjen Legeriomycetaceae.   Inga underarter finns listade i Catalogue of Life.